# Admir Ujkaj
Admir Ujkaj (* 15. Oktober 1993 im Shkodra) ist ein ehemaliger albanischer Fußballspieler.

## Karriere
Ujkaj begann seine Karriere im Jugendverein von KS Vllaznia Shkodra. 2012 rückte er in die erste Mannschaft von Vllaznia auf. Anschließend wurde er zweimal verliehen: zunächst für eine Saison an KF Laçi und in der darauffolgenden Saison 2013/14 an den Zweitligisten KF Veleçiku Koplik. Von 2015 bis 2020 spielte er für KS Burreli. Im Jahr 2020 kehrte er zum Verein Veleçiku zurück. 2021 beendete Ujkaj seine aktive Karriere.